# Кречевици
Кречевици (рус. Кречевицы) насељено је место града Великог Новгорода, на подручју Новгородске области, на северозападу европског дела Руске Федерације. Насеље је спојено са Великим Новгородом 2004. године, а пре тога имало је статус градске варошице. Налази се на око 15 километара северно од градског језгра, на левој обали реке Волхов.
Према подацима са пописа становништва из 2002. у насељу су живела 3.363 становника.
Насеље се први пут у писаним изворима помиње око 1500. године. По налогу императора Александра I Павловича у насељу је 1817. подигнута војна касарна која постоји и данас, а од 1926. ту се налази и војна ваздухопловна база.